# Canterbury (gruppo musicale)
I Canterbury sono stati un gruppo musicale inglese formatosi nel 2005 a Basingstoke, nell'Hampshire, e scioltosi nel 2014.

## Formazione

### Ultima
- Luke Prebble – voce, basso (2005-2014)
- Mike Sparks – voce, chitarra (2005-2014)
- James Pipe – chitarra (2005-2014)
- Chris Velissarides – batteria (2013-2014)

### Ex componenti
- Ben Bishop – basso (2005-2010)
- Scott Peters – batteria (2007-2013)

## Discografia

### Album in studio
- 2009 – Thank You
- 2012 – Heavy in the Day
- 2014 – Dark Days

### EP
- 2010 – Calm Down
- 2011 – More than Know
- 2012 – Saviour
- 2013 – Satellite